# Bekim Balaj
Bekim Abdyl Balaj (ur. 11 stycznia 1991 w Szkodrze) – albański piłkarz występujący na pozycji napastnika, reprezentant Albanii w latach 2012–2022.

## Kariera klubowa

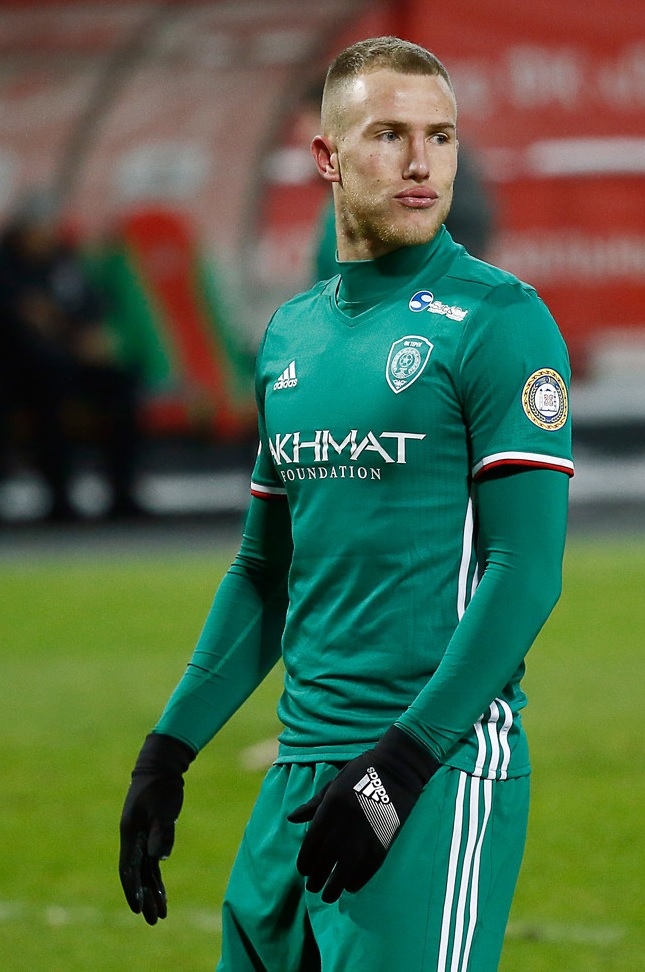
Bekim Balaj w barwach Tereka Grozny (2016)

Grę w piłkę nożną na poziomie seniorskim rozpoczął w klubie KF Vllaznia z rodzinnego miasta Szkodra. W sezonie 2007/08 trener Mirel Josa pozwolił mu zadebiutować w Kategoria Superiore w meczu z KS Besëlidhja, przegranym 2:4. W czerwcu 2010 roku Balaj podpisał czteroletni kontrakt z Gençlerbirliği SK (Süper Lig), gdzie zanotował jeden ligowy występ.
W styczniu 2011 roku odszedł do KF Tirana, z którą wywalczył dwukrotnie Puchar Albanii (2010/11, 2011/12) oraz krajowy superpuchar (2011), zdobywając jedyną bramkę w spotkaniu ze Skënderbeu Korcza. Latem 2012 roku Balaj przeniósł się czeskiego klubu Sparta Praga. W sezonie 2013/14 grał na wypożyczeniu w Jagiellonii Białystok. W białostockim klubie Albańczyk rozegrał 31 spotkań ligowych i strzelił 7 goli. Latem 2014 roku został zawodnikiem Slavii Praga.

## Kariera reprezentacyjna
W reprezentacji Albanii Balaj zadebiutował 14 listopada 2012 w towarzyskim meczu z Kamerunem na Stade de Genève (0:0). Pierwszą bramkę w drużynie narodowej zdobył 7 września 2014 w wygranym 1:0 spotkaniu przeciwko Portugalii w eliminacjach Mistrzostw Europy 2016. Znalazł się w składzie na turniej finałowy we Francji, na którym zaliczył 1 występ w fazie grupowej, po której jego zespół odpadł z rozgrywek. Łącznie w latach 2012–2022 rozegrał w reprezentacji 48 spotkań i zdobył 9 goli.

## Sukcesy

### Zespołowe
KF Tirana
- Puchar Albanii: 2010/11, 2011/12
- Superpuchar Albanii: 2011

### Indywidualne
- talent sezonu Kategoria Superiore: 2011/12[2]